# 國立嘉義大學民雄校區
國立嘉義大學民雄校區位於嘉義縣民雄鄉文隆村85號，是原國立嘉義師範學院校本部，佔地約20.33公頃。1992年後因嘉義師範學院行政中心及大部分學系自林森校區（原嘉師嘉義校區）遷移至該校區而成為嘉義師範學院的校本部。2000年2月1日，與原國立嘉義技術學院合併成立國立嘉義大學，為民雄校區。
民雄校區地處嘉81線鄉道，與僅有一牆之隔的國立民雄農工緊鄰，以南可抵嘉義市文化路觀光夜市。

## 校區沿革
1992年「國立嘉義師範學院」，啟用民雄校區，行政中心及大部分學系遷入成為校本部。2000年2月1日，與「國立嘉義技術學院」整合成立「國立嘉義大學」，設有教育、人文藝術等二個學院。2004年2月1日，「教育學院」更名為「師範學院」。

## 校園環境
民雄校區是嘉義大學位於民雄鄉文隆村的校區，原為國立嘉義師範學院校本部，師範學院、人文藝術學院在民雄校區設有系所，而教務、學務、總務等行政單位也在民雄校區設有民雄分組。目前設於民雄校區的行政場館設有行政大樓、圖書館民雄分館、樂育堂（體育館）、大學館（大禮堂）、文薈廳；教學場館則有科學館、人文館、音樂館、學生聯誼中心、社團教室、藝術館、新藝樓、創意樓、教育館、初等教育館等。

### 校門
民雄校區的校門為座落於嘉義縣民雄鄉文隆村的嘉81線鄉道。

### 圖書館民雄分館
1957年成立「臺灣省立嘉義師範學校圖書室」，1966年改制為師範專科學校，另建四層大樓，成立「臺灣省立嘉義師範專科學校圖書館」。1987年升格師範學院，更名為「臺灣省立嘉義師範學院圖書館」，1991年改隸中央，易名為「國立嘉義師範學院圖書館」。1992年8月圖書館遷入民雄校區，2000年2月國立嘉義大學成立，更名為「國立嘉義大學圖書館民雄分館」。
| 樓層 | 用途與設施                                                                 |
| ---- | -------------------------------------------------------------------------- |
| 1    | 服務台、閱報區、兒童讀物室、西文書庫、微縮片資料、密集書庫                 |
| 2    | 影印區、資訊檢索區、博碩士論文、參考室、視聽室、期刊室、過期期刊室、研討室 |
| 3    | 書庫、會議廳、研討室                                                       |
| 4    | 書庫                                                                       |
| 5    | 不外借教科書室、國學資料室、電影欣賞室、資訊推廣室                         |

### 教學場館
因本校區受文化路分割為兩部份，以橫跨文化路連結校區兩端的道貫橋為界，東側主要為師範學院教學區域，西側主要為人文藝術學院教學區域。
道貫橋東側，師範學院院辦、教育學系碩、博士班、教育學系教育政策與發展碩士班、幼兒教育學系暨研究所、數位學習與科技學系暨研究所等教學單位置於教育館；教育學系（大學部）主要分佈於初等教育館；輔導與諮商學系暨研究所、特殊教育學系暨研究所主要於行政大樓進行教學；體育與健康休閒學系暨研究所則於樂育堂等體育場館上課。
道貫橋西側，除隸屬師範學院的教育學系數理教育碩士班於科學館教學外，其餘場館主要為人文藝術學院的教學區域。人文館設有人文藝術學院院辦、中國語文學系暨研究所、應用歷史學系暨研究所；外國語言學系應用外語組及英語教學組及其研究所於創意樓上課；音樂學系暨研究所於音樂館教學；視覺藝術學系暨研究所於藝術館及新藝樓上課

### 飲食設施
民雄校區餐廳

### 體育設施
運動場館有體育館（樂育堂）、運動場、網球場、籃球場、排球場、游泳池（含更衣間、洗手間）。

### 教職員生宿舍
學生宿舍為女生宿舍（綠園二舍）、男生宿舍（綠園一舍）；教職員宿舍為二舍後方的學人宿舍。
2022年8月，被民眾評比為全台最爛宿舍第一名。嘉義大學在教育部的補助下，斥資約1億元進行宿舍改建，於2023年8月更新宿舍完成，空間變大，功能性多，公共空間也更好。

## 外部連結
- 國立嘉義大學（页面存档备份，存于）